# 春日偉知郎
春日 偉知郎（かすが いちろう、1949年3月9日 - ）は、日本の法学者。専門は、民事訴訟法・国際民事手続法。学位は、法学博士（一橋大学・論文博士・1992年）（学位論文「民事証拠法の研究 - 証拠の収集・提出と証明責任 - 」）。筑波大学教授・慶應義塾大学教授・関西大学教授を経て、筑波大学／関西大学名誉教授。カンボジア王国友好勲章受章。弁護士。

## 学説
ロルフ・シュトゥルナー（ドイツ・フライブルク大学教授）の学説をもとに、主張・立証責任を負わない当事者にも、事案解明義務として一定の場合に主張・立証責任を課すという理論を提唱した。竹下守夫（一橋大学名誉教授、元日本民事訴訟法学会理事長、日本学士院会員）は、この見解が最高裁平成4年10月29日第一小法廷判決・民集46巻7号1174頁により、最高裁に容れられたものとし、このような判例理解が有力説となっているが、松本博之（大阪市立大学教授）等、これとは異なる判例理解をする学者もいる。

## 経歴
- 1949年 新潟県高田市（現上越市）に生まれる
- 1967年 新潟県立高田高等学校卒業[5]
- 1971年 中央大学法学部法律学科卒業
- 1974年 中央大学大学院法学研究科修士課程修了
- 1977年 一橋大学大学院法学研究科博士課程単位取得退学、指導教官竹下守夫[6]
- 1977年 一橋大学法学部助手
- 1978年 獨協大学法学部専任講師[7]
- 1981年 獨協大学法学部助教授[7]
- 1983年 筑波大学社会科学系助教授[7]
- 1992年 筑波大学社会科学系教授[7]
- 1992年 一橋大学より法学博士の学位を取得 （学位論文「民事証拠法の研究 - 証拠の収集・提出と証明責任 - 」）
- 1993年 日本民事訴訟法学会理事
- 1995年 法務省司法試験考査委員
- 2002年 筑波大学永年勤続者表彰
- 2004年 筑波大学名誉教授[7]
- 2004年 慶應義塾大学大学院法務研究科教授[7]、弁護士登録
- 2008年 カンボジア王国友好勲章受章
- 2014年 関西大学大学院法務研究科教授[7]
- 2019年 関西大学名誉教授[7]

## 社会的活動
- 法務省司法試験考査委員（民事訴訟法担当、1995年 - 2004年）
- 厚生労働省中央労働委員会公益委員（2008年11月 - ）
- 文部科学省著作権審議会専門委員
- 内閣司法制度改革推進本部労働検討会委員
- 水戸地方裁判所委員会委員

## 著書
- 『民事証拠法研究』（有斐閣、1991年）
- 『民事証拠法論集』（有斐閣、1995年）
- 『新民事訴訟法講義 第2版補訂2版 』（共著）（有斐閣、2008年）
- 『民事証拠法論―民事裁判における事案解明』（商事法務、2009年）
- 『ブリッジブック裁判法【第2版】』（共著）（信山社、2010年）
- 『注釈民事訴訟法第５巻』（共著）（有斐閣、2015年）
- 『比較民事手続法研究:実効的権利保護のあり方』（慶應義塾大学出版会、2016年）